# Am Dam
Am Dam – miasto w Czadzie, w regionie Sila, w departamencie Djourf Al Ahmar, będące ważnym węzłem komunikacyjnym w dolinie rzeki Batha, ok. 120 km na północny zachód od Goz Beïda i ok. 700 na wschód od Ndżameny. Miasto jest lokalnym ośrodkiem administracyjnym podprefektury Am Dam. Liczba mieszkańców miasta trudna jest do oszacowania, cały departament Djourf Al Ahmar zamieszkuje ok. 71 tys. osób.
7-8 maja 2009 miało tu miejsce starcie pomiędzy wojskami Czadu a rebeliantami z Unii Sił Oporu (UFR). Do walk doszło dzień po tym jak rząd Czadu ogłosił zakończenie ofensywy przeciw rebeliantom.
W mieście działa lotnisko.